# Zygfryd Kuchta
Zygfryd Kuchta (Diepholz, 5 de janeiro de 1944) é um ex-handebolista profissional polaco, medalhista olímpico.
Zygfryd Kuchta fez parte do elenco medalhista de bronze das Olimpíadas de Montreal, em 1976. Em Olimpíadas jogou dez partidas anotando doze gols.